# 12月28日
12月28日是公历一年中的第362天（闰年第363天），离全年结束还有3天。

## 大事记

### 19世紀以前
- 484年：亞拉里克二世繼承其父親尤里克為西哥德國王。
- 1065年：威斯敏斯特教堂在英格兰国王爱德华的主持下，历时20年时间在伦敦建成。
- 1367年：徐达和常遇春率明朝军队占领元朝统治下的济南。
- 1612年：意大利天文學家伽利略·伽利萊首次觀測到海王星，但他誤以為是一顆恆星。
- 1767年：率領軍隊抵抗緬甸入侵的將領鄭昭在吞武里被擁立為暹羅國王，建立吞武里王朝。

### 19世紀
- 1836年：英国皇家海军的将领在阿德莱德宣布南澳大利亚州成为英国的一个省。
- 1836年：西班牙正式承认墨西哥独立。
- 1857年：第二次鴉片戰爭：英國與法國因亞羅號事件及西林教案聯合進攻及佔領廣州城，並於一週後俘獲兩廣總督葉名琛。
- 1885年：印度国大党成立。
- 1895年：法國盧米埃爾兄弟攝製的電影《火車進站》在巴黎首映。

### 20世紀
- 1905年：中国第一部影片《定军山》上映。
- 1908年：意大利西西里島近海發生Mw7.1的強烈地震，造成7.5萬至8.2萬人死亡，為歐洲史上死傷最慘重的地震。
- 1915年：一战：英国首次实行义务兵役制。
- 1929年：中国工农红军红四军古田会议召开，毛泽东确立在军中的领导地位。
- 1943年：蘇聯政府以軍中大量卡爾梅克人投敵為由，將其強制遷移至阿爾泰邊疆區、鄂木斯克、新西伯利亞等地。
- 1944年：二战：匈牙利对德国宣战。
- 1958年：希臘船王歐納西斯在西德主持新船下水禮。
- 1963年：马来西亚广播电视台TV1开播。
- 1966年：中国氢弹原理试验成功，为第二年成功试爆氢弹打下了堅實的基础。这也是中国首次进行热核武器试验。
- 1987年：香港地鐵天后站上蓋興建中地盤四級大火。
- 1994年：日本八戶發生7.5級地震。

### 21世紀
- 2007年：馬拉威共和國與中華民國斷交，與中華人民共和國建交。
- 2009年：西藏異見電影製作人當知項欠被中國當局秘密審判後，以顛覆國家罪入獄。
- 2014年：西港島綫正式通车，但西營盤站因仍未完工而不停該站。
- 2014年：印尼亞洲航空8501號班機在由印度尼西亞泗水前往新加坡時在卡里馬塔海峽墜毀，155名乘客與7名機員全部罹難。
- 2014年：諾曼大西洋號在亞得里亞海起火，估計造成28人死亡。
- 2016年：港鐵南港島綫通車，象徵鐵路服務覆蓋全香港18區。同日廣州地鐵6號線二期、廣州地鐵7號線、廣佛地鐵南延線、武汉地铁2号线北延段、武汉地铁6号线、重庆轨道交通3号线空港线、南寧地鐵1號線西段、滬昆高鐵貴陽北站-昆明南站段以及南昆客运专线昆明南站-百色站段通車。
- 2018年：埃及一輛載有14名越南遊客的旅遊巴在開羅市郊遇到炸彈襲擊，導致至少4人死亡。[1]
- 2021年：全球遭到極端天氣肆虐，巴西的「巴伊亞州」，降下破紀錄豪雨，美國西北部降大雪，而東南部出現冬季罕見高溫。日本和中國大陸，持續受寒潮影響，大陸連最南邊的廣州，路面都結了冰[2]。

## 出生
- 1164年：六條天皇，日本第79代天皇（1176年逝世）
- 1665年：喬治·斐茲洛伊，英國貴族，第一代諾森伯蘭公爵（1716年逝世）
- 1738年：尹壯圖，清朝官員（1808年逝世）
- 1856年：伍德羅·威爾遜，美國政治人物，第28任美國總統（1924年逝世）
- 1864年：亨利·德·雷尼埃，法國詩人、小說家（1936年逝世）
- 1879年：威廉·米切爾，美國航空戰略家（1936年逝世）
- 1882年：莉莉·艾爾伯，丹麥跨性別女性，世界上有紀錄的最早接受性別重置手術者之一（1931年逝世）
- 1882年：亞瑟·愛丁頓，英國天文學家、物理學家、數學家（1944年逝世）
- 1888年：F·W·穆瑙，德裔美國默片導演（1931年逝世）
- 1898年：卡爾-古斯塔夫·羅斯貝，瑞典、美國氣象學家，芝加哥氣象學派創始人（1957年逝世）
- 1902年：沈从文，中國文學家、考古學專家（1988年逝世）
- 1902年：莫蒂默·傑爾姆·阿德勒，美國哲學家（2001年逝世）
- 1903年：約翰·馮·諾伊曼，美國數學家（1957年逝世）
- 1911年：古斯塔夫·馬萊科，法國數學家（1998年逝世）
- 1913年：王洛宾，中國音樂家、民族音樂學家（1996年逝世）
- 1919年：羅必信，葡萄牙政治人物，第120任澳門總督。（2009年逝世）
- 1922年：，美國漫畫家（2018年逝世）
- 1924年：米爾頓·奥博特，烏干達政治人物，第2任烏干達總統（2005年逝世）
- 1929年：馬爾滕·施密特，荷蘭天文學家（2022年逝世）
- 1930年：江平，中國民法學者（2023年逝世）
- 1931年：居伊·德博，法國哲學家、馬克思主義理論家、電影導演（1994年逝世）
- 1932年：曼努埃爾·普伊格，阿根廷小說家（1990年逝世）
- 1932年：妮雪兒·尼柯斯，美國女演員、歌手、配音員（2022年逝世）
- 1934年：石原裕次郎，日本演員、歌手（1987年逝世）
- 1934年：瑪姬·史密斯，英國女演員（2024年逝世）
- 1937年：拉坦·塔塔，印度企業家（2024年逝世）
- 1942年：烏雲其木格，中國政治人物（2024年逝世）
- 1944年：凱利·穆利斯，美國生物化學家，1993年諾貝爾化學獎得主（2019年逝世）
- 1944年：強尼·艾薩克森，美國政治人物，曾任喬治亞州聯邦參議員、喬治亞州聯邦眾議員（2021年逝世）
- 1945年：畢蘭德拉，尼泊爾沙阿王朝第十一任國王（2001年逝世）
- 1945年：馬克斯·黑斯廷斯，英國新聞工作者、軍事歷史學家
- 1946年：邁克·戴爾·毕比，美國政治人物，曾任阿肯色州州長
- 1950年：萊納·瑪麗亞·萊茨克，德國錯視畫、壁畫藝術家
- 1951年：伊恩·布魯瑪，荷蘭作家
- 1952年：蔡鴻彰，臺灣軟體工程師、業餘無線電愛好者（2011年逝世）
- 1953年：理查德·克萊德曼，法國鋼琴家
- 1954年：丹澤爾·華盛頓，美國男演員
- 1954年：張亞中，台灣國際政治學者、政治人物，為孫文學校總校長。
- 1955年：劉曉波，中華人民共和國異見人士，2010年諾貝爾和平獎得主（2017年逝世）
- 1956年：奈吉爾·甘迺迪，英國小提琴家、爵士樂手
- 1957年：木上益治，日本男性動畫師、演出家、動畫導演（2019年逝世）
- 1957年：爾冬陞，香港導演、編劇、監製
- 1961年：堅特·尼路臣，丹麥防守球員
- 1961年：鄭弘儀，台灣媒體工作者、節目主持人。
- 1963年：鄧建國，中國出品人、製片人、導演。
- 1968年：星出彰彥，日本太空人
- 1969年：蔡子健，香港男演員
- 1969年：郭秀雲，香港女演員
- 1969年：林纳斯·托瓦兹，芬蘭-美國程式設計師
- 1972年：帕特里克·拉夫特，澳洲網球運動員
- 1972年：亞当·維納蒂耶里，美國美式足球員
- 1973年：馬小靈，香港女藝員、配音員、唱片騎師
- 1974年：車婉婉，香港女演員、歌手
- 1974年：葉元之，台灣政治人物，現任立法委員。
- 1975年：村井每早，日本女性聲優
- 1975年：B·J·萊恩，美國職棒大聯盟選手
- 1976年：陳思思，中國女歌唱家
- 1976年：喬·曼根尼羅，美國男演員、製片人、導演、作家
- 1978年：約翰·傳奇，美國鋼琴家、創作歌手
- 1978年：馮坤，中國女排運動員
- 1978年：蓋世寶，香港女演員、主持人
- 1978年：克里斯·科尼，澳洲足球運動員
- 1978年：比爾·霍爾，美國職棒大聯盟選手
- 1979年：詹姆斯·布雷克，美國職業網球運動員
- 1979年：班娜娃·黑瑪尼，泰國女演員、模特兒
- 1979年：劳米·拉佩斯，瑞典女演員
- 1980年：洛馬納·盧阿盧阿，剛果民主共和國足球運動員
- 1981年：哈利德·布拉魯兹，荷蘭足球員
- 1981年：絲安娜·美娜，英國女演員、模特兒
- 1981年：米卡·韦于吕宁，芬蘭足球員
- 1981年：朴孝珍，韓國女子偶像團體Brown Eyed Girls成員
- 1982年：方順吉，台灣男歌手
- 1983年：賀軍翔，台灣男演員
- 1983年：張孝全，台灣男演員
- 1986年：崔雄，韓國男演員
- 1986年：Aimmy，日本女歌手
- 1986年：石田翠，日本男性漫畫家，代表作《東京喰種》
- 1986年：湯姆·赫德爾斯通，英格蘭足球運動員
- 1987年：張如城，香港男歌手
- 1987年：岡田唯，日本女歌手
- 1988年：下山田綾華，日本女性聲優
- 1989年：薩爾瓦多·索布拉爾，葡萄牙男歌手
- 1989年：奧斯汀·巴恩斯，美國職業棒球運動員
- 1989年：Jony J，中國嘻哈男歌手。
- 1990年：大衛·阿丘利塔，美國男歌手
- 1990年：賀天举，中國職業籃球運動員
- 1991年：大家志津香，日本女子偶像團體AKB48成員
- 1991年：韓沐伯，中國男歌手、演員。
- 1993年：白澍，中國男演員、歌手。
- 1993年：新川優愛，日本女演員、模特兒及寫真偶像。
- 1994年：徐璐，中國女演員
- 1994年：屈楚蕭，中國男演員。
- 1996年：吉本实忧，日本女藝人、時装模特兒
- 1996年：尼古拉·麥克德莫特，澳大利亞女子田徑運動員
- 1997年：伊爾瑪·泰斯塔，義大利女子拳擊運動員
- 1998年：架乃由羅，日本AV女優
- 2000年：段奧娟，中國女歌手
- 2000年：陳冠叡，台灣男歌手兼舞蹈家，韓國偶像團體XLOV成員。
- 2001年：朴俊敘，韓國偶像團體BAE173成員。
- 2004年：Bae，韓國女子偶像團體NMIXX成員
- 2005年：申潁抒，韓國偶像團體DXMON成員。
- 生年不詳：小山愛子，日本漫畫家

## 逝世
- 484年：尤里克，西哥德國王（440年出生）
- 925年：王宗弼，五代十国前蜀将领（生年不详）
- 1367年：足利義詮，日本室町幕府第2代征夷大將軍（1330年出生）
- 1503年：皮耶罗二世，佛罗伦萨统治者（1472年出生）
- 1538年：安德烈·古利提，威尼斯总督（1455年出生）
- 1622年：聖方濟各·沙雷氏，法國聖人，最小兄弟會會士及方濟嘉布遣會會士（1567年出生）
- 1694年：瑪麗二世，荷蘭王后、英國女王（1662年出生）
- 1884年：約翰·鮑德溫，美國教育家（1799年出生）
- 1889年：特雷莎·克里斯蒂娜，巴西皇后（1822年出生）
- 1907年：阿爾弗雷德·巴林·加羅德，英國內科醫生（1819年出生）
- 1919年：约翰尼斯·里德伯，瑞典物理学家（1854年出生）
- 1919年：馮國璋，中華民國代总统（1859年出生）
- 1937年：莫里斯·拉威爾，法國作曲家、鋼琴家（1875年出生）
- 1945年：西奥多·德莱塞，美國作家（1871年出生）
- 1947年：维托里奥·埃马努埃莱三世，意大利国王（1869年出生）
- 1949年：杰克·洛夫洛克，新西兰田径运动员（1910年出生）
- 1959年：安特·帕韦利奇，克罗地亚政治人物（1889年出生）
- 1963年：保羅·欣德米特，德国作曲家（1895年出生）
- 1965年：钱崇澍，中国植物学家（1883年出生）
- 1971年：馬克斯·史坦納，美国电影配乐作曲家（1888年出生）
- 1979年：周拾禄，中国稻作学家（1897年出生）
- 1981年：橫溝正史，日本推理小說作家（1902年出生）
- 1986年：黄克诚，中国人民解放军将领（1902年出生）
- 1990年：王苹，中国电影导演（1916年出生）
- 1992年：姜圣阶，中国化学工程师（1915年出生）
- 1992年：李骆公，中国书画家（1917年出生）
- 1996年：彭修文，中国作曲家（1931年出生）
- 1997年：海基·A·阿利科斯基，芬蘭天文學家（1912年出生）
- 1998年：汪德昭，中国物理学家（1905年出生）
- 1999年：姜中平，香港甘草演員、監製（1922年出生）
- 2004年：苏珊·桑塔格，美國作家、評論家、女權主義者（1933年出生）
- 2007年：孙道临，中国演员（1921年出生）
- 2015年：萊米，英国摇滚歌手（1945年出生）
- 2015年：君塚榮治，日本陸上自衛隊將領（1952年出生）
- 2015年：綽琦，馬來西亞女演員（1985年出生）
- 2016年：黛比·雷諾，美國女演員（1932年出生）
- 2018年：彼得·希尔-伍德，英国商人（1936年出生）
- 2018年：阿摩司·奧茲，以色列作家（1939年出生）
- 2018年：藤田淑子，日本女聲優、旁白（1950年出生）
- 2020年：傅聪，華裔英國鋼琴家（1934年出生）
- 2021年：哈里·瑞德，美國政治人物，前任參議院少數黨領袖（1939年出生）
- 2022年：孫敬良，中國工程師（1930年出生）
- 2022年：磯崎新，日本建築師（1931年出生）
- 2022年：李天初，中國計量學家（1945年出生）
- 2023年：尹文英，中國昆蟲學家（1922年出生）

## 节假日和习俗
- 西方基督教：諸聖嬰孩殉道慶日
- 中華民國：全國客家日、電信節
- 泰國：鄭王節
- 南蘇丹：共和國日